# Grote Prijs Raf Jonckheere 1969
De 19e editie van de Belgische wielerwedstrijd Grote Prijs Raf Jonckheere werd verreden op 28 juli 1969. De start en finish vonden plaats in Westrozebeke. De winnaar was Remi Van Vreckom, gevolgd door Roger Kindt en John Hemeryck.

## Uitslag
| Grote Prijs Raf Jonckheere 1969 |                  |                           |      |
| Plaats                          | Naam             | Ploeg                     | Tijd |
| Winnaar                         | Remi Van Vreckom | Pull Over Centrale-Novy   |      |
| 2                               | Roger Kindt      | Ferretti                  |      |
| 3                               | John Hemeryck    | Flandria-De Clerck-Krüger |      |

1951 · 1952 · 1953 · 1954 · 1955 · 1956 · 1957 · 1958 · 1959 · 1960 · 1961 · 1962 · 1963 · 1964 · 1965 · 1966 · 1967 · 1968 · 1969 · 1970 · 1971 · 1972 · 1973 · 1974 · 1975 · 1976 · 1977 · 1978 · 1979 · 1980 · 1981 · 1982 · 1983 · 1984 · 1985 · 1986 · 1987 · 1988 · 1989 · 1990 · 1991 · 1992 · 1993 · 1994 · 1995 · 1996 · 1997 · 1998 · 1999 · 2000 · 2001 · 2002 · 2003 · 2004 · 2005 · 2006 · 2007 · 2008 · 2009 · 2010 · 2011 · 2012 · 2013 · 2014 · 2015 · 2016 · 2017 · 2018 · 2019 · 2020 · 2021 · 2022